# Менандріани
Менадріани - гностична єресь на початку історії християнської церкви. Менадріани були послідовники Менандра, що був учнем Симона волхва.
Менандр видавав себе за Месію, посланого на землю вищою силою: обіцяв віруючим у нього безсмертя: стверджував, що за допомогою його магії можна досягати перемоги над ангелами, що створили світ.